# Barre (town de Vermont)
Barre és una població dels Estats Units a l'estat de Vermont. Segons el cens dels Estats Units del 2000 tenia 7.602 habitants.

## Demografia
Segons el cens del 2000, Barre tenia 7.602 habitants, 2.951 habitatges, i 2.216 famílies. La densitat de població era de 95,8 habitants per km².
Per edats la població es repartia de la següent manera: un 25,6% tenia menys de 18 anys, un 6,1% entre 18 i 24, un 27,7% entre 25 i 44, un 26,7% de 45 a 60 i un 13,9% 65 anys o més.
L'edat mediana era de 40 anys. Per cada 100 dones de 18 o més anys hi havia 93,4 homes.
La renda mediana per habitatge era de 46.563 $ i la renda mediana per família de 53.565 $. Els homes tenien una renda mediana de 32.873 $ mentre que les dones 26.061 $. La renda per capita de la població era de 21.609 $. Entorn del 3,7% de les famílies i el 5,2% de la població estaven per davall del llindar de pobresa.